# Ștefan Chițac
Ștefan Chițac, Stiefan Fłorowicz Kicak (ur. 28 grudnia 1933 w Ostryci, zm. 7 sierpnia 2011 w Tyraspolu) – radziecki, następnie naddniestrzański generał, z pochodzenia Mołdawianin, jeden z twórców i dowódców sił zbrojnych samozwańczej Naddniestrzańskiej Republiki Mołdawskiej w wojnie o Naddniestrze. 

## Życiorys
Urodził się w rodzinie chłopskiej mołdawskiego pochodzenia na Bukowinie, ówcześnie należącej do Rumunii (ob. obwód czerniowiecki Ukrainy). Ukończył szkołę pedagogiczną w Czerniowcach i pracował jako nauczyciel matematyki. W 1952 r. został powołany do służby wojskowej i skierowany do szkoły karabinów maszynowych w Winnicy. W 1953 r. uczestniczył w walkach z oddziałami UPA. Po jej ukończeniu służył w okręgach wojskowych Kijowskim, Północnym, Leningradzkim, Zakarpackim. W 1965 r. zaocznie ukończył studia geograficzne na Moskiewskim Uniwersytecie Państwowym im. Łomonosowa, zaś w 1966 r. - Akademię Wojskową im. Michaiła Frunzego. Przez kolejne pięć lat był kolejno dowódcą batalionu zmotoryzowanego, oficerem zarządu operacyjnego, dowódcą pułku Południowej Grupy Wojsk w Budapeszcie i w Segedzie, brał udział w interwencji radzieckiej w Czechosłowacji. Po powrocie do ZSRR służył w Turkiestańskim Okręgu Wojskowym. Uczestniczył od 1980 r. w wojnie w Afganistanie, w latach 1986–1989 będąc zastępcą szefa sztabu 40 Armii.
Po wycofaniu wojsk radzieckich z Afganistanu został zastępcą szefa sztabu 14 Armii stacjonującej w Tyraspolu, a w maju 1990 r. przeniesiono go oficjalnie na emeryturę. W rzeczywistości Chițac, podobnie jak większość żołnierzy 14 Armii (80% z nich urodziło się na terenie Naddniestrza), stanął po stronie kształtującej się samozwańczej Naddniestrzańskiej Republiki Mołdawskiej w konflikcie z władzami mołdawskimi w Kiszyniowie. 30 września 1991 r. prezydent Naddniestrza Igor Smirnow mianował go dowódcą utworzonej 10 września Dniestrzańskiej Gwardii Republikańskiej. Gen. Chițac faktycznie budował ją od podstaw. W kwietniu 1992 r. został mianowany ministrem obrony Naddniestrza (szefem Zarządu Obrony Naddniestrza). Pozostawał nim przez cały pozostały okres wojny o Naddniestrze, zakończonej w lipcu 1992 r. Od października tego roku do końca życia był inspektorem wojskowym przy głównodowodzącym siłami zbrojnymi Naddniestrza.
Zmarł w 2011 r. i został pochowany na Kurhanie Chwały na terenie Cmentarza Zachodniego w Tyraspolu.